# Francisco de Asís af Spanien
Francisco de Asís af Spanien, hertug af Cádiz (spansk: Francisco de Asís María Fernando de Borbón y Borbón-Dos Sicilias) (13. maj 1822 – 17. april 1902) var en spansk prins, der blev prinsgemal og titulær konge af Spanien. Han var gift med den regerende dronning Isabella 2. af Spanien.

## Forfædre
Franscisco de Asís blev født den 13. maj 1822 i Aranjuez (Real Sitio y Villa de Aranjuez) nær Madrid i Spanien. Han var sønnesøn af Karl 4. af Spanien og dattersøn af Frans 1. af Begge Sicilier. Han var oldesøn af Karl 3. af Spanien, Filip 1. af Parma, Louise Élisabeth af Frankrig, Ferdinand 1. af Begge Sicilier og Maria Karolina af Østrig

## Familie
Franscisco de Asís blev gift med sin dobbelte kusine Isabella 2. af Spanien, der var regerende dronning.
De blev forældre til 12 børn. De fleste døde som små. Blandt de overlevende var Alfons 12. af Spanien. De spanske konger i 1875–1931 og igen fra 1975 nedstammer fra Frans og Isabella.

## I eksil
Franscisco de Asís og Isabella blev fordrevet i 1868. Derefter var de i eksil i Frankrig. Franscisco de Asís døde den 17. april 1902 i Épinay-sur-Seine ved Seine-Saint-Denis, Île-de-France, Frankrig.